# 郝廷玉
郝廷玉（8世纪—773年），唐朝将领。
郝廷玉骁勇善战，是李光弼帐下爱将。乾元年间，史思明再陷洛阳，李光弼守卫河阳。安太清等率兵数万，四面急攻，西北隅敌军最强，派郝廷玉出战。郝廷玉所领步卒，他请求骑军五百。李光弼给他精骑三百。李光弼法令严峻，当天没有战胜而还，不解甲即处斩。郝廷玉奋命先登，流矢雨集，战马受伤不能作战而退。李光弼登城看见，大惊道曰：“廷玉败回，我军败了！”促令左右，斩首郝廷玉。郝廷玉见使者说：“马中毒箭，不是战败。”李光弼命换马再战。他冲锋陷阵，叛军在河边大败，郝廷玉擒叛将徐璜而还。郝廷玉以战功授开府仪同三司，试太常卿，封安边郡王。跟随李光弼镇徐州。李光弼去世，唐代宗用他为神策将军。
永泰初年，仆固怀恩勾结吐蕃、回纥入侵唐朝京畿，郝廷玉与马璘率五千人屯兵渭桥西窑底。观军容使鱼朝恩以郝廷玉善于布阵，想要观看他训练。郝廷玉在营内列部伍，鸣鼓角出军，分列为阵，行止进退，众兵如一。鱼朝恩赞叹他，郝廷玉说这是太尉、临淮王李光弼的遗法。
王缙为河南副元帅，代宗诏以廷玉为王缙的都知兵马使，官至秦州刺史。大历八年（773年）去世，追录旧勋，赠工部尚书。

## 延伸阅读
[在维基数据编辑]
 《舊唐書/卷152》，出自刘昫《舊唐書》